# Habitat
Habitat pomeni življenjsko okolje posamezne vrste ali skupin rastlin, gliv ali živali, pravzaprav njihovo domovanje oziroma bivališče. Živa bitja so naselila vse kotičke na Zemlji in niti dva habitata nista med seboj popolnoma enaka. Habitat ptice ujede je obsežno območje travišč in gozdov, habitat bukve je listnati gozd, habitat pokončne stoklase je suh travnik, habitat drobnih živali pa je lahko drevesni štor ali pa le krpa mahu. Zaradi tako raznolikih in specifičnih habitatov jih zaradi lažjega pregleda klasificiramo, tipiziramo in tako govorimo o habitatnih tipih. 

## Habitat vrste
Habitat vrste pomeni okolje ali življenjski prostor, ki ga opredeljujejo posebni abiotski in biotski dejavniki in v katerem živi vrsta, v katerem koli stadiju svojega razvoja.

## Habitatni tip
Habitatni tip je rastlinska in živalska združba kot značilni živi del ekosistema, povezana z neživimi dejavniki (tla, podnebje, prisotnost in kakovost vode, svetlobe, itd.) na prostorsko opredeljenem območju. Habitatni tip pomeni povsem naravno ali polnaravno kopensko ali vodno območje s posebnimi geografskimi, abiotskimi in biotskimi značilnostmi. 

### Prednostni habitatni tip
Prednostni habitatni tip je naravni habitatni tip, ki je v nevarnosti, da izgine, za njegovo ohranitev pa je skupnost še posebej odgovorna glede na delež njegovega naravnega območja razširjenosti na ozemlju.

### Kartiranje habitatnih tipov
Kartiranje habitatnih tipov je hitra in natančna metoda, ki v razmeroma kratkem času omogoča pridobiti kar največ informacij o prostoru. Rezultati kartiranj so namenjeni ustanovam, ki pripravljajo prostorske planske in izvedbene dokumente in takim, ki se ukvarjajo z biološkimi, predvsem naravovarstvenimi vsebinami. V Sloveniji habitatne tipe kartirajo po enotni tipologiji (Habitatni tipi Slovenije, 2004, ARSO), ki je usklajena z evropsko (angleško: A classification of Palearctic habitats, Nature and environment, No. 78) in temelji pretežno na tipu vegetacije. Na terenu se vsak posamezen habitatni tip opredeli v skladu z izdelano tipologijo.